# アロール島

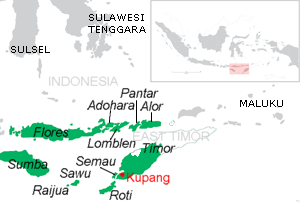
ヌサ・トゥンガラ州の島々の東端にアロール島がある。

アロール島（アロールとう、インドネシア語: Pulau Alor）は、インドネシアの小スンダ列島の東端に位置するアロール諸島最大の島。東ヌサ・トゥンガラ州アロール県に属している。人口は17万4,608人（2005年）。ウェタル海峡を挟んで東側は、ウェタル島と東ティモール領のアタウロ島がある。南側はオンバイ海峡を挟んで西ティモールに接し、北はバンダ海に面している。西側は、アロール海峡を挟んで活発な火山があるパンタール島に接する。ちなみにアロール県はアロール諸島全域、つまり、このパンタール島と両島の間に存在する小島、併せて15の島（有人島はうち9島）が行政域になっている。

## 地勢
カラバヒ（Kalabahi）が島唯一の町で人口6万人のアロール県都となっている。地形は、火山活動により非常に起伏に富み、カラバヒの周辺のみ平野が広がる。ここにオランダが1911年に港を築いている。火山に起因する温泉があり、トゥティには、温泉噴気孔（3箇所）がある。ここで戦時中、日本軍将校が堰き止めて温泉につかっていた。

## 産業
島のインフラは貧弱であり、住民は零細農業をしている。伝統織物イカット（Ikat、絣織り）やソンケット（Songket、縫い取り織り）の再生、振興など国際機関の援助で政府は変えようとしているが、現状では農業で生計を立てられない農民は、シンガポールの近くにあるリゾート、バタム島に出稼ぎにいく。島は、アーモンドに似たケナリが特産品でケナリ島とも呼ばれている。他にバニラ、タマリンド、カシューナッツ、ココアなどが栽培されている。稲作は、平野が少ない為ほとんど行われていない。また、森林では白檀が採れ、輸出されている。最近の地質調査によると天然ガス、金、ダイヤモンドなどの貴重な天然資源の鉱脈も発見されている。また、美しいサンゴ礁の海を擁し、シュノーケリングとダイビングで脚光を浴びると思われる。アロール県では、温泉とこの海で観光開発をしたいと考えている。

## 住民

### 宗教
74.16%がプロテスタント、残りがイスラム教（22.4%）、カトリック（3.43%）、ヒンドゥー教（0.11%）となっている。また、精霊信仰的な儀式と伝統はいまだに強く実践されている。マルク州のような宗教間の軋轢はなく共存している。

### 言語
島では、15以上の異なった現地語が話されている。それらの大部分がパプア諸語に分類され、アブイ語、Adang（英語版）、Hamap、Kabola、Kafoa（英語版）、Woisika（英語版）、Kelon（英語版）、Kui（英語版） など民族ごとの言語がある。また、オーストロネシア語族のアロール語も話されている。しかし、アロール島の言語の多くが次世代に活発に習得されている状況になく、話者が1000人未満という言語もある。言語の研究および保存の努力はライデン大学によって行われている。日常のコミュニケーションは、アロール・マレー（クパン・マレー）で行われている。インドネシア語は、学校で教えられメディアで広く使用されている。

### 文化
青銅製の大型ドラム「モコ」が多く伝わる。これは、ベトナム北部のドンソン文化に起源をもつといわれている。インドネシアでモコが伝わっている東端で、これより東にはモコは見られない。何の為に作られたかは、社会的なステータスのシンボルで、婿から嫁への結納金代わりの財産として、そして楽器としてである。村の広場などにメスバと呼ばれる石を積み上げた直径2mの円形の台があり、その上にモコが置かれる。そして、メスバを囲みながら、男女が輪になってぐるぐる回りながら踊る「レゴレゴ」という踊りが伝わる。これは村人たちの連帯感を強める為に踊られるという。
アロール県では、文化保護区域の伝統村を設定して文化・伝統を守ろうとしている。コピ・ディル（モンバン）村、タクパラ村などが指定されている。コピ・ディル村は、戦時中に日本兵がコーヒーの苗を植えたことからそう呼ばれるようになった。

## 交通
トランスヌサ・トゥンガラエアがクパン、デンパサール（バリ島）およびスラバヤからカラバヒのマリ空港を結んでいる。また、メルパチ航空がクパンやアンボンなどの間を結んでいる。乾季は問題ないが、雨季になると激しい風と大きな波の為、時々欠航となる。
船舶は周辺の各島を結んでいる。毎月2回、バリ発の「AWU」号がクパン経由でカラバヒ港へ入港する。また、アロール島からの出稼ぎが多い、バタム島行きの船もある。